# Obertengové
Obertengové (italsky Obertenghi) byl lombardský šlechtický rod na konci raného středověku, nejmocnější rodina severní Itálie té doby.

## Historie rodu
Jméno dal rodu jeho zakladatel, Otbert I. (italsky Oberto), hrabě milánský a luniský, první markrabí východní Ligurie (tehdy marca Januensis čili Janovské marky). Otbert zemřel roku 975 a je známo, že jeho otcem byl jakýsi vikomt Adalbert.
Hlavní větev rodu vymřela v 11. století, ale vedlejší větve jiných jmen pokračovaly a některé z nich patřily k nejdůležitějším šlechtickým rodům Evropy. Patřili k nim Malaspinové, Pallaviciniové, Parodiové a Estenští, z nichž vzešli i němečtí Welfové (ve větvi hannoverské později vládci Velké Británie).